# Rheintochter
Il Rheintochter era un missile terra-aria radiocontrollato sviluppato dalla Rheinmetall-Borsig per l'esercito tedesco (Heer) durante la seconda guerra mondiale. Il suo nome è tratto dalle Rheintöchter, personaggi mitologici del ciclo operistico di Wagner L'anello del Nibelungo.
Il missile era un razzo multistadio di difesa aerea a propellente solido, alto 6,3 m con un diametro di 54 cm e con un carico massimo di 150 kg di esplosivo ad alto potenziale

## Storia
Il Rheintochter venne ordinato nel novembre del 1942 dall’Esercito Tedesco.
Nel agosto del 1943 vennero fatti 82 test. Fu anche progettata una versione aria-aria. La versione operativa doveva essere sparata da una rampa o una culatta di cannone convertita.
Il progetto venne cancellato il 6 febbraio del 1945. 

## Esemplari esistenti

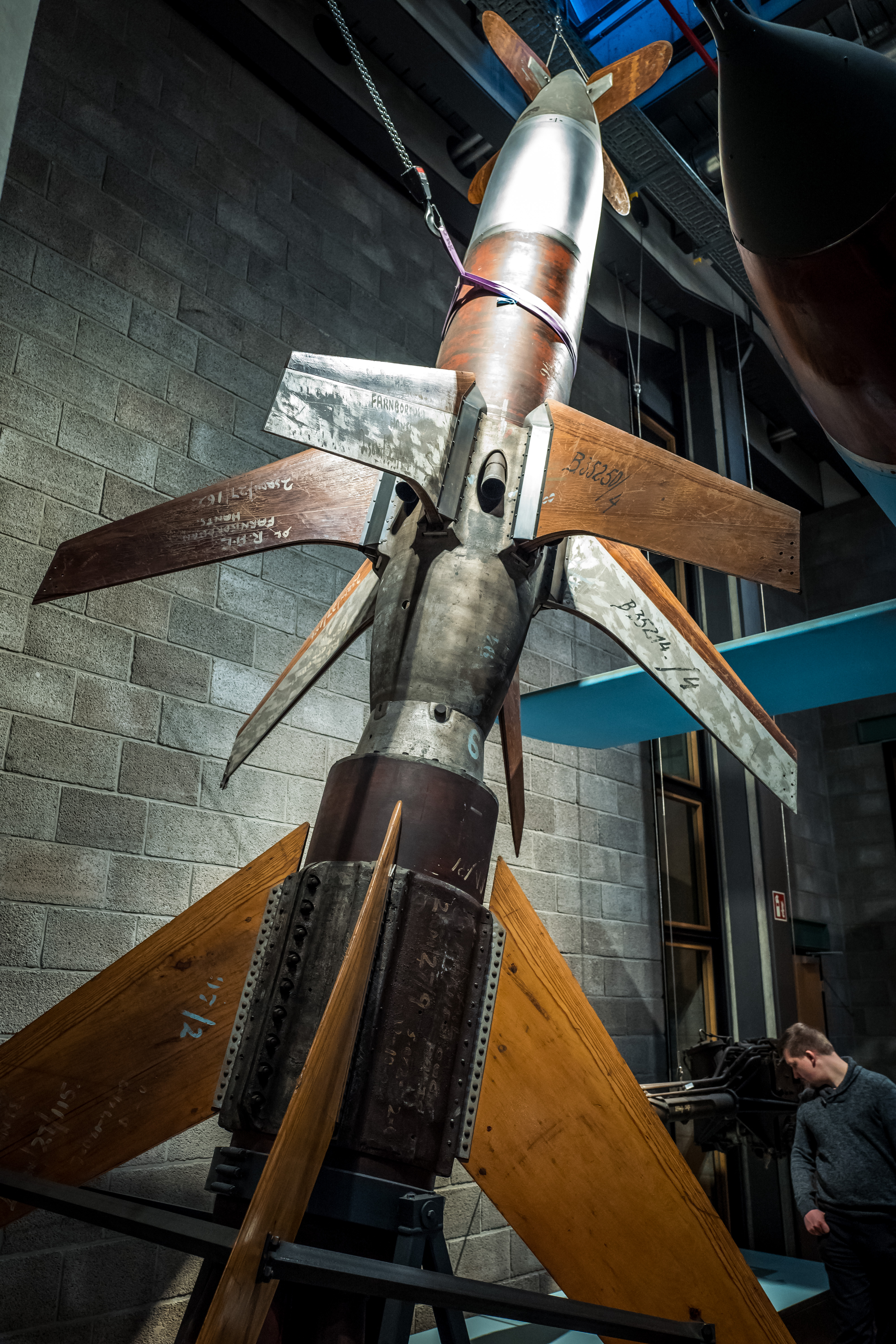
Esemplare esposto al Deutsches Technikmuseum Berlin

Esistono alcuni esemplari esposti al pubblico in strutture museali:
- National Air and Space Museum, presso il Steven F. Udvar-Hazy Center, Chantilly, Contea di Fairfax, Virginia, Stati Uniti d'America.
- Deutsches Technikmuseum Berlin, Berlino, Germania.
- Parco Nazionale di Słowiński, Polonia.